# Offenbach (Band)
Die Band Offenbach ist eine aus dem kanadischen Québec stammende Bluesrock-Band, die von 1969 bis 1985 bestand, sich 1996 wieder vereinte und bis heute besteht.

## Bandgeschichte
Offenbach wurde 1969 in Montreal, Quebec als Offenbach Soap Opera gegründet. 1972 unterschrieb die Band beim Independent-Label Barclay Records, wo 1972 ihr Debütalbum Offenbach Soap Opéra entstand. Zu diesem Zeitpunkt hatten sie ihren Bandnamen bereits zu Offenbach verkürzt.
1973 folgte das Album Saint-Chrone de Néant, auf dem die Band mit der Weltmusik-Band Les Chanteurs de la Gamme D’Or sowie verschiedenen anderen Musikern kollaborierte. Es handelte sich dabei um eine Rockmesse vor 3000 Zuschauern, die im St.-Josephs-Oratorium in Montreal aufgeführt und mitgeschnitten wurde.
1973 folgte der Soundtrack zum Film Bulldozer, bei dem Sänger Pierre Harel ebenfalls Regie führte. 1975 erschien die Doppel-LP Tabernac über das Label Deram. Das Livealbum wurde während einer Tour durch Frankreich und Holland mitgeschnitten. Auf der Tour entstand auch der gleichnamige Konzertfilm. Das Album wurde 2015 anlässlich des Record Store Days neu aufgelegt.
1976 unterschrieb die Band beim Label A&M Records, wo 1977 mit Never Too Tender ihr zweites reguläres Album und das erste englischsprachige erschien. Kurz darauf stiegen die beiden Mitglieder Lamonthe (Bass) und Wezo (Schlagzeug) aus und wurden durch Pierre Lavoie und Norman Kerr ersetzt. Beide hielten jedoch nicht lange durch und wurden bereits 1978 durch Breen Leboeuf und Robert Harrisson ersetzt.
1977 erschien ein selbstbetiteltes Album, 1978 folgte Traversion. Mit diesem Album gewann die Band den renommierten Félix Award das erste Mal. 1979 durfte die Band als erste Gruppe aus Quebec im Montréal Forum spielen.
1980 erschien das englischsprachige Album Rock Bottom sowie das Livealbum Offenbach en Fusion, das ebenfalls mit einem Félix ausgezeichnet wurde. Zudem erhielt die Band den Award 1980 als beste Gruppe und für die beste Show. Nun begann die kommerziell erfolgreichste Phase der Band. 1981 erschien das Album Coup de Foudre, 1983 Tonnedebrick und 1985 Rock O Rama zusammen mirt Michel Rivard. Aus Letzterem stammt der Hit Seulement qu’une aventure.
1985 beendete die Gruppe ihre Karriere. Ihr Abschiedskonzert im Forum erschien 1985 als Livealbum Le Dernier Show.

## Von 1986 bis 1995
Viele Mitglieder verfolgten zwischen 1986 und 1995 ihre Solokarrieren.  Gerry Boulet, dessen 1988er Album Rendez-vous doux mit einem Félix ausgezeichnet wurde, verstarb am  18. Juli 1990 an Krebs. 2011 erschien der Film Gerry, ein Biopic von Alain Desrochers.
Erfolgreich war Breen LeBoeuf, der zusammen mit John McGale die Gruppe Buzz Band gründete, und Bass für Céline Dion spielte. Jean Gravel gründete Patriotes. John McGale veröffentlichte ein Soloalbum und arbeitete mit Isabelle Boulay, Dan Bigras und Julie Masse zusammen.

## Reunion
1996  kam die Band zum ersten Mal wieder zusammen. Gravel, LeBoeuf und McGale komplettierten die Gruppe mit Schlagzeuger Bob Saint-Laurent, Keyboarder Bernard Quessy und Sänger Martin Deschamps. Martin Deschamps hatte gerade die Talentshow L’Empire des futures stars gewonnen. Die Band trat zwei Jahre lang in Quebec, Ontario und New Brunswick auf. In dieser Zeit erschienen zwei Best-of-Alben Les 20 plus grands succès (1999) und Les 20 plus grands succès, volume 2.
2004 erhielt das Lied Câline de blues einen SOCAN Classic Award für mehr als 25.000 Verwendungen im Radio. 2005 folgte das Album Nature, ein Unplugged-Album ihrer größten Hits. Um das Album zu promoten, spielte die Band mit April Wine und Michael Pagliaro.
2007 erschien das Boxset L’Ultime, eine Doppel-CD und eine DVD mit dem Abschiedskonzert von 1985. Im gleichen Jahr verließ  LeBoeuf die Gruppe, um bei April Wine einzusteigen. Ihn ersetzte Robby Bolduc. 2011 kam Mike Laundry als neuer Schlagzeuger und Sänger in die Band.
2013 erschien das Livealbum Live à Montreux, das den 1980er Auftritt auf dem Montreux Jazz Festival beinhaltete. Am 18. Juli 2015 trat die Band zum Gedenken an Gerry Boulet mit Justin Boulet auf, seinem Sohn.
2016 spielte die Band wieder eine Rockmesse im St.-Josephs-Oratorium.

## Diskografie
Studioalben
- 1972: Offenbach Soap Opera (Barclay Records)
- 1976: Never Too Tender (A&M Records)
- 1977: Offenbach (A&M Records)
- 1978: Traversion (CBS Records)
- 1980: Rock Bottom (CBS)
- 1981: Coup de Foudre (Spectra Scène)
- 1983: Tonnedebrick (CBS)
- 1985: Rock O Rama (CBS)

Livealben
- 1973: Saint-Chrone de Néant (Rockmesse, Barclay Records)
- 1975: Tabernac (2LP, Deram)
- 1979: En Fusion (avec Le Vic Vogel Big Band, Spectra Scène)
- 1986: Le Dernier Show (2LP, CBS)
- 2014: Live à Montreux 1980 (Buzz Records)

Kompilationen
- 1975: Les Grands Succès Barclay Vol. 20 (Barclay Records)
- 1989: C'était Plus Qu'une Aventure 1972 À 1985 (Disques Doubles)
- 1992: 1-3-5 (3CD, RCA)
- 1992: 2-4-6 (3CD, RCA)
- 1995: Les Incontournables Rock De V'Lours (BMG Records)
- 1996: Les Incontournables Blues (BMG)
- 2002: Les 20 Plus Grands Succès  (Clé de Fa)
- 2002: Les 20 Plus Grands Succès Vol. 2 (Clé de Fa)
- 2007: L'Ultime (Boxset, Disques Helena)

Sonstige Alben
- 1973: Bulldozer (Soundtrack, Barclay Records)
- 1983: À Fond D'Train „Live“ (Split-LP mit Plume, CBS)
- 1999: Le Dernier Show Au Forum (DVD/VHS, Lions Gate Films)
- 2005: Nature (Avec Martin Deschamps, Akustikalbum, Select)

Singles
- 1973: Caline de Doucx Blues (Barclay Records)
- 1973: Dies Irae (Barclay Records)
- 1975: Quebec Rock / Ma Patrie Est a Terre (Deram)
- 1975: Hotel Univers (Barclay Records)
- 1976: Never Too Tender (A&M Records)
- 1976: High Down (A&M Records)
- 1977: Chu'un Rocker (A&M Records)
- 1978: Bye Bye (Kébec-Disc)
- 1978: Mes Blues Passent Pu Dans'porte / Je Chante Comme Un Coyote (Kébec-Disc)
- 1979: Câline de Blues (Spectra Scène)
- 1980: Rock Bottom (Spectra Scène)
- 1980: Strange Time (Disc'Az)
- 1980: Ride, Ride, Ride (CBC Records)
- 1981: Ouv'Moe Ta Porte (Spectra Scène)
- 1981: Rock de V'lours  (Spectra Scène)
- 1983: Zimbabwe (CBS)
- 1985: Seulement Qu'une Aventure (CBS)
- 1985: La Louve (CBS)